# Nikkatsu
Никкацу или Никкацу Корпорейшн (яп. 日活 株式会社 Никкацу кабусики-гайся, также международное название Nikkatsu Corporation) — японская компания, работающая в развлекательной индустрии. Являясь в настоящий момент самой старой кинокомпанией страны, широко известна своими фильмами и телевизионными программами. Название Nikkatsu объединяет слова (по Хэпбёрну) Nippon Katsudō Shashin, буквально — Японские Кинофильмы.

## История компании

### 1912—1950 годы: Зарождение традиций
Компания Никкацу образовалась 10 сентября 1912 года в Токио путём слияния нескольких мелких студий. С первых дней основания там работает кинорежиссёр Сёдзо Макино, которого считают основателем японского кинематографа. Через несколько лет к нему присоединяется его сын Масахиро Макино. Оба постановщика чрезвычайно успешны в съёмках картин в стилистике дзидайгэки — национальной исторической драмы. В 1920 году в качестве актёра на студию приходит Кэндзи Мидзогути, который уже через три года становится самостоятельным режиссёром и снимает для Никкацу более 50 успешных картин, почти все из которых ныне утрачены. После Великого землетрясения Канто в 1923 году компания переезжает в Киото. В 1927 году там начинает работать ещё один режиссёр, ставший позже лидером национального кино, — Тому Утида, прошедший творческий путь от лёгких комедий к острым социальным и философским фильмам. К началу 1940-х годов студия ежегодно производила сотни фильмов . В начале Второй мировой войны правительство Японии, понимая значение кинематографа в вопросах идеологии и подъёма патриотического духа, в административном порядке объединяет 10 существующих в стране студий в три. Никкацу в искусственном партнёрстве с Shinkō Kinema и Daito достаётся не самая выгодная роль дистрибьютора. Съёмки картин приостанавливаются. Мидзогути покидает студию, Утида также разрывает контракт и уезжает в Маньчжурию (откуда позже иммигрирует в Китай), Макино снимает только разрешённые пропагандистские ленты на исторические сюжеты. Экономическая, политическая ситуация 1940-х годов, оккупация страны обусловили стагнацию национального кинематографа в этот период.

### 1951—1970 годы: «Золотая эра»
В 1951 году в компанию приходит новый президент — Кюсаку Хори. Послевоенная киноиндустрия быстро расширяется, и уже в том же 1951 году начато строительство новой производственной студии. При Хори, как принято считать, Никкацу переживала свой «золотой век». Во многом его обеспечили пришедшие в компанию молодые режиссёры, работавшие ранее в других студиях на вторых ролях: Сёхэй Имамура и Сэйдзюн Судзуки. Первый проработал на студии с 1954 по 1961 год. По мнению российского киноведа Андрея Плахова, он сумел пройти путь от катастрофического послевоенного ощущения бытия к оптимистическому, а позже сумел уйти от основного, коммерческого потока японского кино в сторону кино философского, осмысляющего «проблемы человеческого существования, проблемы цивилизации, проблемы эроса, проблемы смерти». Второй пришёл на студию в 1955 году и проработал там до 1967 года, сняв ровно 40 картин. Он стал для Никкацу одним из родоначальников Мукокусэки акусён (яп. 無国籍アクション, безграничное действие, беспредельный экшн) — поджанра гангстерского кино, отражающего новое японское индивидуальное сознание и отход от многовекового традиционализма. Страна после многолетней оккупации становилась свободной, что режиссёры отражали в своих картинах. При этом они совершенно легко использовали опыт приключенческого кино США, на протяжении последних нескольких лет бывшего практически единственным доступным развлечением. При этом продукцию Никкацу, по мнению её создателей, отличали человечность, свежесть и оригинальность новых героев и умеренное содержание криминальных персонажей и ситуаций. Напротив, главный в те годы конкурент компании — студия Тоэи создавали ленты о настоящих якудза, их этносе. Соответственно аудитория была различна: зрители Тоэи предпочитали ленты о якудза, зрители Никкацу — драматургию. Лучшими лентами этого периода у Сёхэя Имамуры стали «Свиньи и броненосцы» (1961 год), «Женщина-насекомое» (1963 год), «Порнографы: Введение в антропологию» (1966 год). Главными работами Сэйдзюна Судзуки в поджанре — «Молодость зверя» (1963 год), «Токийский скиталец» (1966 год) и «Рождённый убивать» (1967 год). Последняя из указанных работ президентом Кюсаку Хори была объявлена непонятной зрителю. Контракт с Судзуки был разорван. Судебная тяжба между режиссёром и студией растянулась на много лет и формально завершилась победой кинематографиста (см. Судзуки против Никкацу).
Из ведущих актёров и актрис «золотой эры» Никкацу необходимо назвать Тэцуа Ватари, Акиру Кобаяси, Дзё Сисидо, Юдзиро Исихара, Мэико Кадзи.

### 1971—1990 годы: Roman Porno
С середины 1960-х годов определилась общемировая тенденция: телевидение завоёвывает аудиторию кинотеатров. Противостоять этому они могут лишь продукцией, которая в силу цензурных, возрастных или морально-нравственных ограничений не доступна эфирным каналам. Для Японии очень успешной оказалась запретная ранее тема эротики и даже порно, чрезмерный натурализм боевых схваток, БДСМ. Никкацу не могла остаться в стороне от доходного бизнеса. Первым её фильмом в новом жанре стал «Роман в полдень» (団地妻　昼下がりの情事 / 団地妻　昼下りの情事, 1971 год) режиссёра Сёгоро Нисимура, главную роль в нём сыграла Кадзуко Сиракава. Фильм имел широкий успех и стал основой ещё 20 сиквелов. Он же собственно дал название поджанра — Roman Porno (это термин употреблялся для таких лент, произведённых на Никкацу; продукция студии Тоэи называлась Pinky Violence, явление же в целом — Pinku eiga). Скоро Никкацу стала доминировать на указанном рынке: во-первых, инвестиции в каждый проект заметно превышали вложения конкурентов, что значительно повышало их качество; во-вторых, компания владела целой сетью собственных кинотеатров. Однако, президент Кюсаку Хори и несколько режиссёров не смогли согласиться с принятым творческим курсом компании и покинули её. Их места заняли новые постановщики: Масару Конума, Тюсэи Сонэ и другие. Лидером же этого направления в Никкацу был режиссёр Тацуми Кумасиро с фильмами «Итидзё Саюри: Влажная похоть» (条さゆり　濡れた欲情, Ichijo’s Wet Lust, 1972 год) и «Женщина с рыжими волосами» (赫い髪の女, Woman with Red Hair, 1979 год).
С появлением домашнего видео посещаемость кинотеатров упала до минимума. В 1993 году Никкацу вынуждена была объявить о своём банкротстве.

### Настоящее время
В 2005 году компания была продана Index Holdings. В 2010 году Никкацу была возрождена как студия по производству малобюджетных фильмов ужасов, фантастики и фэнтези, предназначающихся для международной аудитории. Проект был назван Sushi Typhoon.